# Iván Elmanov
Iván Kiríllovich Elmanov (en ruso: Иван Кириллович Эльманов) fue un inventor ruso. Durante 1820 construyó en Miáchkovo, cerca de Moscú, un tipo de monorriel descrito como un camino sobre pilares. El riel único estaba hecho de listones de madera que descansaban sobre los pilares. Las ruedas estaban colocadas sobre este riel de madera, mientras que el carruaje tirado por caballos tenía un trineo en la parte superior. Esta construcción se considera el primer monorriel conocido en el mundo.